# Martín Rosales Martel
Martín Rosales Martel (Madrid, 19 de juny de 1872 — Madrid, 17 de juliol de 1931) fou un advocat i polític espanyol.

## Vida política
Pertanyia Partit Liberal en l'època de la restauració borbònica i era fill de Martín de Rosales y Valterra, senador per la província de Còrdova en 1879 i senador vitalici en 1881. Afí al marquès de la Vega de Armijo, a les eleccions generals espanyoles de 1898 aconseguí un escó al Congrés dels Diputats pel districte d'A Estrada (província de Pontevedra) i entre les eleccions generals espanyoles de 1901 i 1923 fou elegit successivament diputat pel districte de Lucena (Província de Còrdova). Va exercir com a ministre de Foment entre el 19 d'abril de 1917 i l'11 de juny de 1917, en un Consell presidit per Manuel García Prieto, i més endavant de Governació entre el 7 de desembre de 1922 i el 15 de setembre de 1923, a un altre Govern de García Prieto, l'últim abans de la instauració de la dictadura de Primo de Rivera.
Igualment va ser governador civil de Madrid en 1906 i alcalde de Madrid en un període comprès entre el 8 de maig de 1916 i el 26 d'abril de 1917, quan va ser substituït per Luis Silvela Casado. Va rebre el títol de duc d'Almodóvar del Valle.